# Lipińskie (powiat giżycki)
Lipińskie (niem. Lipiensken, od 1928 r.: Lindenwiese) – wieś w Polsce położona w województwie warmińsko-mazurskim, w powiecie giżyckim, w gminie Miłki. W latach 1975–1998 miejscowość należała administracyjnie do województwa suwalskiego. 
W 1487 roku komtur brandenburski Jan von Tiefen nadał Marcinowi Lipieńczykowi i jego dwóm synom Jakubowi i Fryczowi (lub Fryderykowi) 36 łanów (ok. 642 ha) łąk i lasów. Na tym gruncie powstała wkrótce wieś Lipińskie założona na prawie magdeburskim i zasiedlona przez drobną szlachtę przybyłą z Mazowsza.
Szkoła we wsi powstała w 1737 roku. Przed I wojną światową otrzymała nową siedzibę, ściśle podporządkowaną architektonicznie pruskim wzorom (budynek ceglany z wejściem pośrodku, jedno skrzydło budynku ustawione prostopadle do drugiego skrzydła, w środku znajdowały się dwie klasy).
W 1900 wieś liczyła 210 mieszkańców, w 1933 - 295, a w 1939 - 274. 

## Zabytki
- bunkry z czasów II wojny światowej;
- stary cmentarz mazurski[3].